# Ruderskogens naturreservat
Ruderskogen är ett naturreservat i Tibro kommun i Västra Götalands län.
Reservatet är skyddat sedan 2000 och är 32 hektar stort. Det är beläget 4 kilometer sydost om Tibro och består av en lövrik sumpskog.  

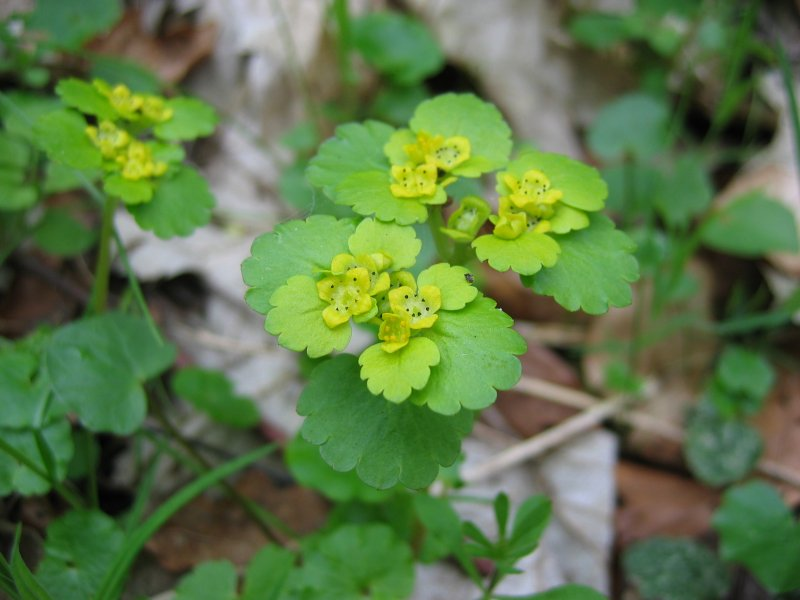
Gullpudra

Områdets centrala del består av ett alkärr som är vattendränkt större delen av året. Ett kalkrikt källvatten sipprar upp i området och skapar speciella förutsättningar. Klibbalskärret har stora mossiga al- och björksocklar, mossiga stenar och tuvor. Några signalarter som hittats i kärret är blåmossa, missne, skärmstarr, kärrfibbla, gullpudra och bäckbräsma. 
Reservatets fyra ”armar” västerut och söderut består av små bäckdråg omgivna av sumpskog. I sumpskogarna finns en rik marktäckande mossvegetation och en stor förekomst av signalarter som myskmadra, dvärghäxört, skärmstarr, rankstarr, kransrams, gullpudra och springkorn. I reservatets södra och mellersta delar har också några fynd av signalarter bland kryptogamer gjorts som skriftlav, havstulpanlav och rörsvepemossa. 
Förekomsten av död ved är rik med lågor och högstubbar. Strävtickan växer här på klibbal. Den svarta eldtickan är vanlig på stående döda björkar.
Området ingår i EU:s ekologiska nätverk av skyddade områden, Natura 2000. 